# Тиснява на святкуванні Хелловіна в Сеулі
Під час святкування Хелловіну в Сеулі 29 жовтня 2022 року сталася тиснява, внаслідок якої загинуло 156 особи.

## Попередні події
Район Ітхевон, розташований в центрі Сеула, є популярним місцем для зустрічей і побачень, тут розташовані нічні клуби та бари. 29 жовтня на святкування Хелловіна тут зібралося близько 100 000 осіб, що було найбільшим скупченням людей у цьому районі з початку пандемії COVID-19. Така велика кількість присутніх зумовлена тим, що це був перший захід після пандемії, який не потребував носіння масок. До початку тисняви поліція мала проблеми з контролем натовпу. Один із відвідувачів сказав, що на вулиці перебувало «принаймні у 10 разів більше людей, ніж зазвичай».

## Перебіг подій
Трагедія сталася біля готелю «Гамільтон» в розважальному районі Ітевон. На святкування зібралось близько 100 тис. людей, що стало найбільшим скупченням із моменту послаблення обмежень COVID-19. Ймовірно, тиснява почалася тоді, коли натовп проходив крізь вузький провулок. Провулок, у якому відбулася тиснява, йде під ухилом нагору, його ширина складає всього 4 метри. Стовпившись у ньому, люди почали штовхатися, ті, що стояли на вершині провулка падали на тих, хто був унизу. В результаті постраждало декілька сотень людей.
Станом на вечір 29 жовтня було відомо про щонайменше 59 загиблих та 150 постраждалих. У багатьох осіб було зафіксовано зупинку серця. Їм надавали допомогу оточуючі, після чого на місце трагедії було направлено понад 400 лікарів швидкої допомоги та 140 автомобілів з усієї Південної Кореї. Вранці 30 жовтня кількість загиблих зросла до 149 осіб. Вдень було відомо про 154 загиблих (98 жінок та 56 чоловіків) та 133 травмованих осіб. 1 листопада було оголошено про 156 загиблих та 152 постраждалих.
Керівник поліції Сеулу визнав, що перші дзвінки з попередженнями щодо неконтрольованої ситуації із натовпом було отримано о 18:34, за декілька годин до трагедії. З іншого боку, один з конгресменів зауважив, що у вечірки не було єдиного організатора, і до поліції не зверталися офіційно із запитом щодо забезпечення безпеки. Попри це, президент Кореї Юн Сок Йоль наголосив про важливість засобів керування натовпом та недостатній досвід країни в цій сфері.

## Загиблі та постраждалі
Офіційні ЗМІ Сеула заявили, що загинуло щонайменше 156 осіб, більшість яких були молодими людьми віком від 18 до 30 років. Серед загиблих 26 іноземців, у тому числі громадяни Росії, Китаю, Ірану, Японії, Казахстану, Узбекистану, Норвегії, В'єтнаму та Австралії. Щонайменше 102 особи отримали поранення, 23 з яких перебувають у важкому стані. Під час тисняви загинув Лі Джихан — співак, який брав участь у телешоу Produce 101.

## Наслідки
Президент Республіки Корея оголосив національний траур до 5 листопада. Всі заходи, пов'язані з Хеллоуїном, по всій країні були скасовані.